# Samuel R. Curtis
Samuel Ryan Curtis (3 de febrero de 1805 - 26 de diciembre de 1866) fue un oficial militar estadounidense y uno de los primeros republicanos elegidos para el Congreso. Fue más famoso por su papel como general del ejército de la Unión en el Teatro Trans-Misisipi de la guerra civil estadounidense, especialmente por sus victorias en las batallas de Pea Ridge en 1862 y Westport en 1864.

## Primeros años, guerra mexicano-estadounidense y política
Nacido cerca de Champlain, Nueva York, Curtis se graduó en la Academia Militar de los Estados Unidos en 1831. Estuvo destinado en Fort Gibson, en los Territorios Indios (actual Oklahoma), antes de renunciar al ejército en 1832. Se trasladó a Ohio, donde trabajó como ingeniero civil en los proyectos de mejora del río Muskingum y también se convirtió en abogado en 1841. Durante la guerra mexicano-estadounidense, fue nombrado coronel del 2.º Regimiento de Voluntarios de Ohio y sirvió como gobernador militar de varias ciudades ocupadas.
Tras la guerra, en la década de 1850, fue ingeniero jefe de las mejoras fluviales en Des Moines (Iowa), de las obras de infraestructura pública en San Luis y del American Central Railroad en Iowa. Se convirtió en alcalde de Keokuk en 1856 y ese mismo año fue elegido como republicano para representar el primer distrito congresual de Iowa en la Cámara de Representantes de los Estados Unidos. Curtis y Timothy Davis (elegido el mismo día para representar el 2.º distrito del Congreso de Iowa) fueron los primeros republicanos de Iowa elegidos para servir en la Cámara de los Estados Unidos. Curtis fue reelegido en 1858 y 1860 y durante su estancia en el Congreso fue un firme defensor de un ferrocarril transcontinental.

## Servicio en la Guerra Civil

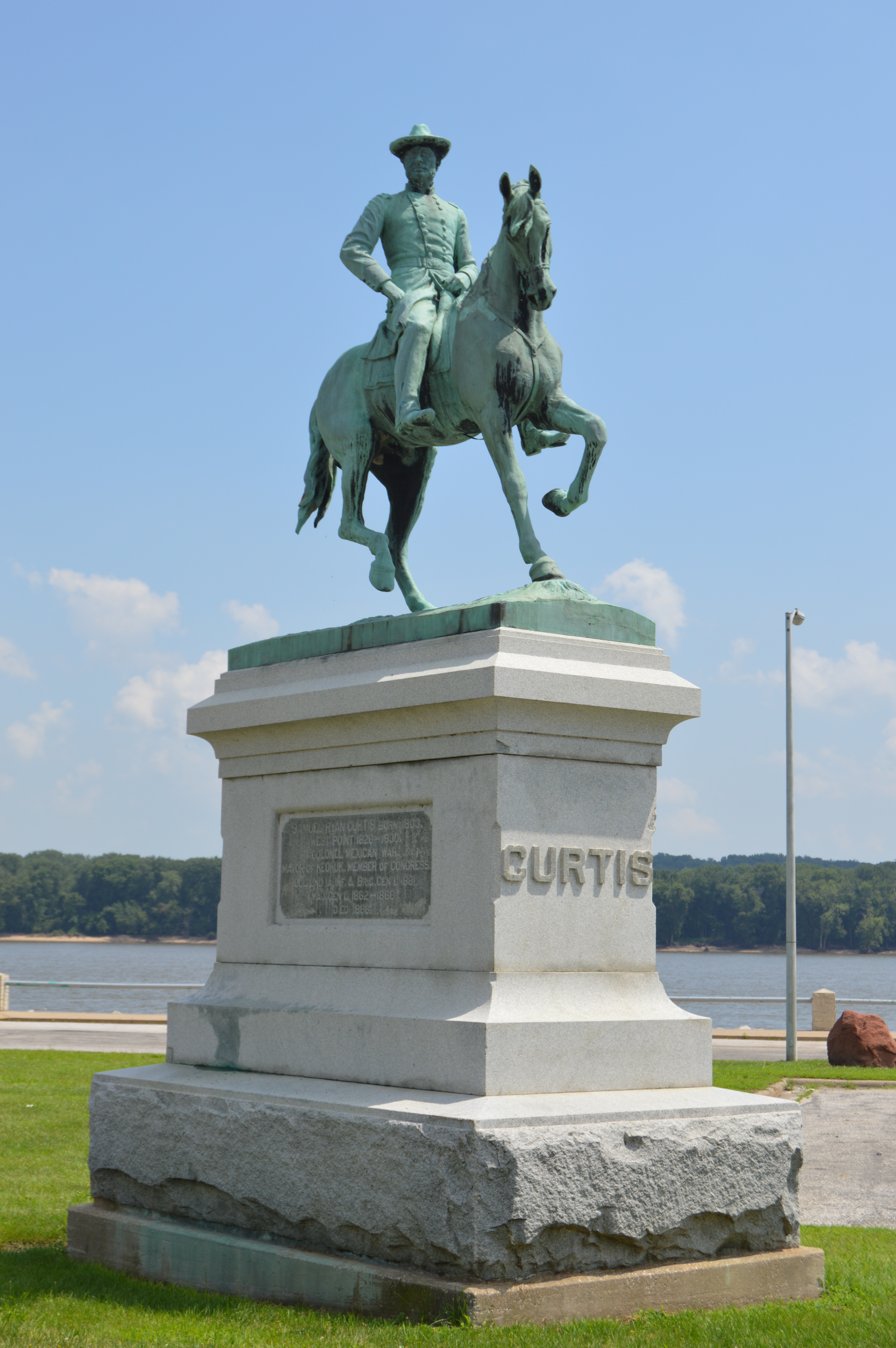
Estatua ecuestre en el paseo del río Keokuk

Fue partidario del futuro presidente Abraham Lincoln, y se le consideró para un puesto en el gabinete de la administración Lincoln. Sin embargo, tras el estallido de la Guerra Civil, Curtis fue nombrado coronel del 2.º de Infantería de Iowa el 1 de junio de 1861, lo que le llevó a renunciar a su puesto en el Congreso el 4 de agosto de ese año.
Tras organizar el caos en San Luis, Misuri, Curtis recibió el mando del Ejército del Suroeste el 25 de diciembre de 1861, de manos del mayor general Henry W. Halleck. El Ejército constaba originalmente de tres divisiones, la 1.ª al mando del general de brigada Franz Sigel, la 2.ª del general de brigada Alexander Asboth y la 3.ª del coronel Jefferson C. Davis. Sin embargo, Sigel, un alemán nativo que tenía una gran influencia entre los numerosos inmigrantes alemanes del ejército, amenazó con dimitir por no haber sido nombrado él mismo al mando del ejército. Posteriormente, Curtis le dio el mando general de las dos primeras divisiones, compuestas principalmente por inmigrantes alemanes, al tiempo que creaba una 4.ª División comandada por el coronel Eugene A. Carr.
Curtis trasladó su cuartel general al sur, a Rolla, Misuri, para consolidar el control de la Unión en Arkansas. En marzo de 1862, su ejército ganó la batalla de Pea Ridge en el noroeste de Arkansas. Su éxito le hizo estar más pensativo que triunfante. Unos días después de la batalla escribió: "La escena es silenciosa y triste. El buitre y el lobo tienen ahora el dominio y los amigos y enemigos muertos duermen en las mismas tumbas solitarias". Fue ascendido a general de división por su éxito, a partir del 21 de marzo de 1862. El mismo día de finales de marzo que se enteró de su ascenso, también se enteró de que su hija Sadie, de 20 años, había muerto de fiebre tifoidea en San Luis.
Después de Pea Ridge, el pequeño ejército de Curtis se trasladó al este e invadió el noreste de Arkansas, capturando la ciudad de Helena, Arkansas, en julio. En septiembre, Curtis recibió el mando del Distrito de Misuri, pero Lincoln se vio pronto obligado a reasignarlo, después de que las opiniones abolicionistas de Curtis provocaran un conflicto con el gobernador de Misuri. Fue reasignado al mando del Departamento de Kansas y Territorio Indio.
En octubre de 1863, su hijo, el mayor Henry Zarah Curtis, ayudante del general de brigada James G. Blunt, fue asesinado por los Asaltantes de Quantrill. En este ataque sorpresa en la batalla de Baxter Springs, los hombres de Quantrill llevaban uniformes federales y no dieron cuartel. Samuel Curtis nombró Fort Zarah en memoria de su hijo.
En 1864, Curtis regresó a Misuri, luchando contra la invasión confederada dirigida por el mayor general Sterling Price. Curtis reunió las fuerzas de su departamento, incluyendo varios regimientos de la Milicia del Estado de Kansas, llamando a su fuerza el Ejército de la Frontera. La incursión de Price fue detenida por la victoria de Curtis en la batalla de Westport. Curtis fue entonces reasignado a un conflicto armado completamente diferente, al mando del "Departamento del Noroeste" del ejército, que estaba en la fase final de una respuesta militar a los levantamientos en el sur de Minnesota y el Territorio de Dakota por parte de los nativos americanos contra los colonos.

## Vida posterior y muerte
A finales de 1865, regresó a Iowa, donde trabajó en el ferrocarril Union Pacific hasta su muerte al año siguiente en Council Bluffs, Iowa. Está enterrado en el cementerio de Oakland, en Keokuk.